# Paul Jenkins
Paul Jenkins (* 12. Juli 1923 in Kansas City, Missouri, USA; † 9. Juni 2012 in New York City) war ein US-amerikanischer Maler. Er gehörte zu den Vertretern des Abstrakten Expressionismus.

## Leben und Werk
Paul Jenkins wuchs in Kansas City, Missouri auf. Im Jahre 1948 zog er nach New York City, wo er an der Art Students League of New York, zuerst bei Yasuo Kuniyoshi für 4 Jahre, später bei Morris Kantor studierte. In den frühen 1950er Jahren erreichen seine Arbeiten und seine frühen Abstraktionen fachliche Anerkennung, sowohl in New York als auch in Europa. Seine erste Einzelausstellung hatte Jenkins im Jahr 1956 in der Martha Jackson Gallery in New York.
Jenkins malte in Öl und Acryl auf Leinwand und schuf Aquarelle auf Papier. Seine Arbeiten haben auch Anklänge an die Lyrische Abstraktion und den Tachismus.
Seine Arbeiten finden sich in internationalen Museen und Sammlungen, dazu gehören das Whitney Museum of American Art, das Guggenheim-Museum und das Museum of Modern Art in New York, das Butler Institute of American Art in Youngstown das Hirshhorn Sculpture Museum and Garden, die Smithsonian Institution, die National Gallery of Art und die Corcoran Gallery of Art in Washington, D.C., das San Francisco Museum of Modern Art, das Carnegie Museum of Art in Pittsburgh, das Centre Georges Pompidou in Paris, die Fondation Maeght in Saint-Paul de Vence in Frankreich, das Stedelijk Museum in Amsterdam und die Tate Gallery in London.
Im Jahr 1964 wurden Arbeiten von ihm auf der documenta III in Kassel in der Abteilung Malerei gezeigt. Weitere wichtige Ausstellungen fanden ebenfalls 1964 in der Kestner-Gesellschaft in Hannover und 1971 im Museum of Fine Arts in Houston statt. Seine erste amerikanische Retrospektive war 1972 im San Francisco Museum of Modern Art. 1986 zeigte die Galerie Roswitha Haftmann Modern Art, Zürich Aquarelle.
Auch in den letzten Jahren fanden weltweit wichtige Einzelausstellungen, unter anderem 2005 „Œuvres Majeures“ im Palais des Beaux-Arts in Lille, 2000–2001 „Viaggio in Italia“ in der Basilica Palladiana in Vicenza oder 1999 „Paul Jenkins: Die frühen Jahre in Paris 1954–1960“ im Hofstra Museum in Hempstead statt. 1997 wurde Jenkins zum Mitglied (NA) der National Academy of Design gewählt.
Paul Jenkins war mit der US-amerikanischen Malerin Alice Baber verheiratet.